# اتفاقية سبتمبر

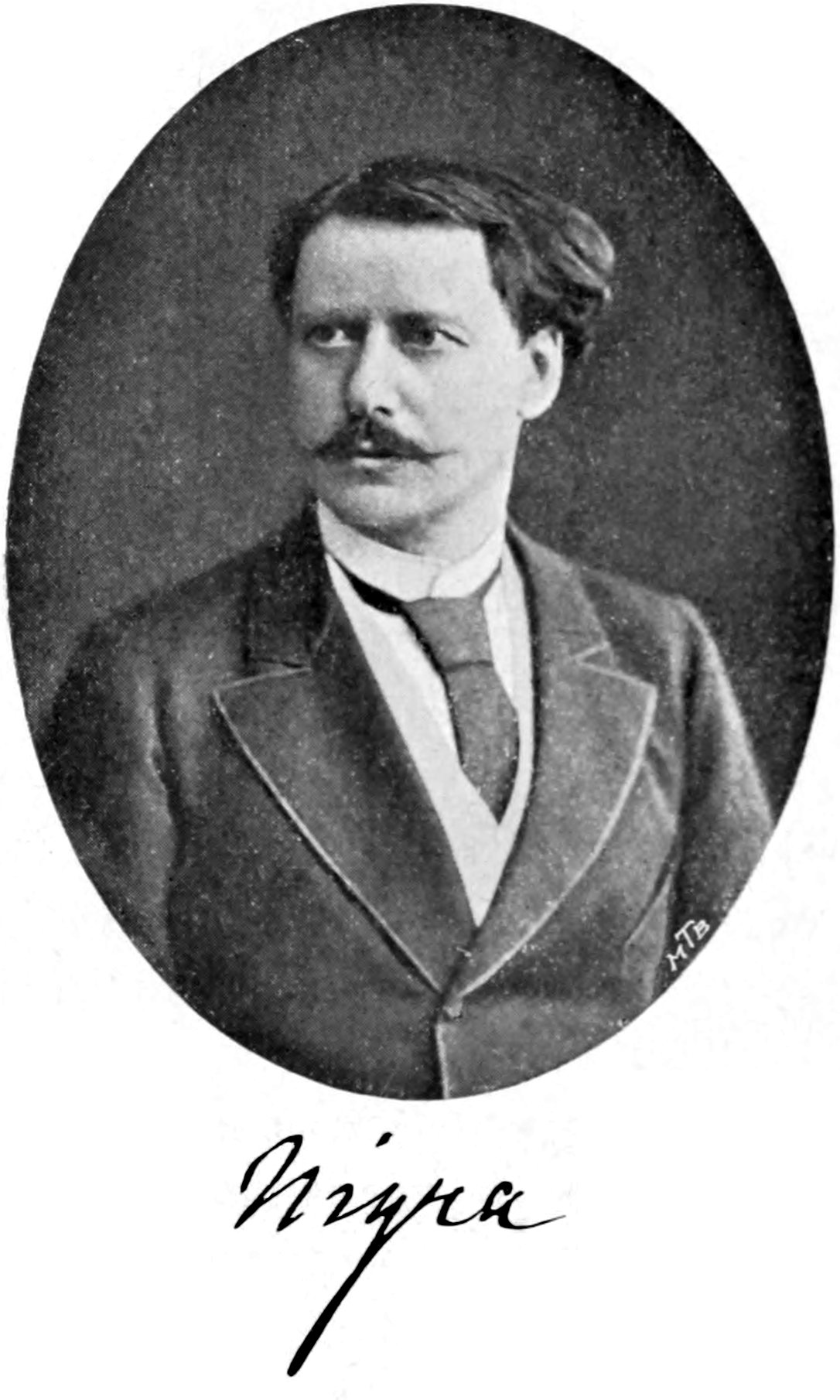

اتفاقية سبتمبر (بالإيطالية: Convenzione di settembre) هي معاهدة وقعت في 15 سبتمبر/ أيلول 1864 بين الحكومة الإيطالية ونابليون الثالث، يجري بموجبها:
- يقوم نابليون الثالث بسحب جميع القوات الفرنسية من روما في غضون عامين.[1][2][3]
- تضمن الحكومة الإيطالية حدود الدولة البابوية التي كانت حينها روما ولاتيوم.
- تنتقل الحكومة الإيطالية من تورينو إلى فلورنسا وذلك للإشارة أن الحكومة لن تحاول نقل مقرها إلى روما والتي كانت قد أعلنت عاصمة إيطاليا يوم 27 مارس/ آذار 1861 عندما اجتمع أول برلمان إيطالي في تورينو.